# 南希·基辛格
南希·基辛格（英語：Nancy Kissinger，1934年4月13日—），是一位美国慈善家。

## 生平
1934年生于纽约曼哈顿，是前国务卿亨利·基辛格的第二任妻子。兩人於1974年3月31日成婚。